# 김성회 (1956년)
김성회(金成會, 1956년 9월 5일~)는 대한민국의 군인 출신 정치인, 교육인으로, 제18대 국회의원이다. 육군 중령으로 재직 당시 2000년 방북한 김대중 대통령의 비밀 경호관이었고 그 뒤 육군 대령으로 예편하였다.

## 이력
김성회는 1956년 경기도 화성군의 농가에서 6남매 중 장남으로 태어났다. 화성 활초초등학교와 남양중학교를 졸업한 후 공부욕심으로, 가정 형편에도 불구하고 서울로 유학하여 서울고등학교에 진학했다. 학창시절부터 럭비에 관심이 있던 그는 육군사관학교에 36기로 입학한 뒤에는 육사 럭비부 주장을 지내기도 했다.
졸업과 동시에 육군소위에 임관되어 30여년 간 군에 복무하였다. 육군 중령 재직 당시인 2000년에는 북한을 방문하는 김대중 대통령의 비밀수행원으로 선발되어 북한에 다녀왔으나 곧 육군 대령으로 예편했다. 예편 후 경남대학교에서 정치학 박사 학위를 받았고, 대학 교수로도 초빙되었으며 (주)삼원토건에 입사하여 2006년 7월 삼원토건 회장에 선임되었다.
그 뒤 2007년부터는 17대 대통령 선거 직전 한나라당 경기도 선대위 통일안보위원장에 선출된 뒤 선거 운동에 참여, 경기도 재향군인회 등 15개 안보·보훈·체육 관련 단체장들을 자문위원으로 위촉하고 300여 명의 운영위원을 영입하여 정례회의와 간담회를 개최하는 등 이명박 후보 지지를 위한 선거 유세 운동에 참여하였다. 2008년 4월 18대 국회의원 총선거에 경기도 화성시 갑구에서 출마하여 당선되었다.

## 논란

### 쌍방 폭력 사건 논란
2010년 12월 8일 2011년 예산안의 의결을 놓고 이를 강행하려는 한나라당 의원들과 이를 저지하는 민주당 의원들과의 충돌 과정에서 민주당 강기정 의원에게 구타당했다. 화가 난 김성회 의원은 바로 강기정 의원에게 다가가 얼굴을 정통으로 가격하였다.
강기정 의원이 김성회 의원에게 가격을 당하자 이에 분풀이로 갑자기 옆에 있던 국회 경위의 뺨을 수 차례 때리는 장면이 인터넷을 통해 유포되었다. 폭행당한 국회경위는 강기정을 고소했다. 또한 국회 윤리위원회는 강기정을 고소하였다.
두 의원의 주먹다짐 끝에 김 의원은 코피가 나고 얼굴이 붓는 전치 2주의 부상을 입었고, 강 의원은 입 안쪽과 바깥쪽을 모두 여덟 바늘 꿰매는 부상을 입었다.
이후 누가 먼저 폭행을 했느냐를 놓고 논란이 진행되었다. 그러나 12월 8일 언론 민중의 소리에서 촬영한 동영상과 국회 CCTV에 찍힌 동영상이 공개되면서 강기정이 먼저 구타한 것으로 밝혀졌다.
12월 8일 언론 민중의소리가 촬영한 동영상에 따르면 양당이 국회 본회의장 사수를 위해 치열하게 맞붙은 이날 오후 김 의원과 강 의원은 양당 보좌진들과 뒤엉켜 한차례 실랑이를 벌이다 본회의장 안쪽 복도로 휩쓸려 들어갔다.
김 의원은 이후 충돌과정에서 코피가 흘러 손수건으로 연신 코를 닦으며, "강기정 어딨어"라고 강 의원을 찾기 시작했다. 그는 이내 강 의원을 발견하고선 강 의원에게 돌진, 오른쪽 주먹으로 강 의원 얼굴을 정면 가격했다. 김 의원은 나자빠진 강 의원을 향해 "이거 보이지?"라며 자신의 코피를 손가락으로 가리켰다. 강 의원은 곧바로 김 의원에게 달려들어 반격을 가하려 했으나 주변 사람들의 만류로 무산됐다.
강 의원은 분이 안풀렸는지, 이후 한나라당 보좌진으로 보이는 인사에게 느닷없이 뺨을 때리며 수차례 손바닥으로 가격하는 장면도 동영상에 잡혔다. 이후 국회 CCTV 촬영된 화면 역시 강기정이 먼저 김성회의 얼굴을 주먹으로 때린 것으로 확인되었다.

### 이명박의 격려사 논란과강기정의원과의 화해
12월의 2011년 예산안 의결을 놓고 구타사건이 발생하자 누가 선제공격했느냐 여부를 놓고 논란이 진행되었다. 김 의원의 펀치로 강 의원은 오른쪽 뺨이 퉁퉁 부어오르며 입가에서는 피가 흘러내렸다. 강 의원은 이날 저녁 병원에 입원했다고 민주당은 밝혔다. 논란이 해소되기 전에 이명박이 그에게 전화를 걸어 위문한 것을 놓고 논란이 제기되었다.
김성회 의원은 사건 당일 밤 이명박 대통령으로부터 격려전화를 받았다고 밝혔다. 청와대는 김성회 의원이 다쳐 병원에 있어서 위로전화를 한 것이라고 해명하였으나 김성회 의원은 당시 한나라당 자축파티장에 있었다.
그러나 2011년 3월 8일, 국회 친목모임 '목욕당(沐浴黨)'에서 지난해 말 예산안 처리과정에서 주먹다짐을 벌였던 한나라당 김성회 의원과 민주당 강기정 의원이 '러브샷'을 해 눈길을 끌었다. 이들은 주변에서 "두 사람이 일어나 화해를 하라"고 권하자, 팔을 꼬아 술을 마셨다.
김 의원은 "나라를 사랑하는 방법이 달랐다"고 말했고, 강 의원은 "선배님들 계신데 죄송하다. 앞으로 열심히 하겠다"고 말해 좌중에서 박수가 터져 나왔다. 사실상 12월 폭력사태이후 3개월만에 화해가 이뤄진 셈

### 친박 공천개입 파문 논란
2016년 7월 18일 종합편성채널 TV조선은 윤상현 의원과 최경환 의원이 공천을 앞둔 김성회 예비후보와 나눈 통화내용을 공개하였다. 녹취록은 1월 말에 녹음이 되었으며 내용은 해당 지역구를 서청원 의원이 먼저 자리를 잡았으니 김 전 의원에게 다른 인접 지역구로 옮기라고 종용한 것으로서 총선 개입 의혹이 담겨 있다.

### 기타 논란
- 스포츠를 좋아했던 그는 육군사관학교 재학시절에는 럭비선수로도 활동할 만큼 체력이 좋고 운동을 좋아했으며 운동신경이 뛰어났던 것으로 알려졌다.
- 2000년 6월 남북정상회담이 열릴 당시 현역 육군중령이었던 김성회의 임무는 김대중 당시 대통령 근처에 있다가 유사시 몸으로 대통령을 보호하는 것이었다.[11]

## 학력
- 1956년 9월 5일 경기도 화성 출생
- 1969년 활초국민학교 졸업
- 1972년 남양중학교 졸업
- 1975년 서울고등학교 졸업
- 1980년 육군사관학교(36기)졸업
- 1986년 육군보병학교 졸업
- 1996년 연세대학교 행정대학원 졸업(정치학 석사)
- 2006년 경남대학교 대학원 정치학과 졸업(정치학 박사)

## 경력

### 군 경력
- 육군사관학교 졸업, 육군 소위 임관
- 육군 중령
- 2000년 남북정상회담 당시 대한민국 김대중 대통령의 비밀 경호원이었다.[12] 현역 중령으로 육군에서 수행원으로 발탁됐으며, 김 의원의 임무는 김 대통령 근처에 있다가 유사시 몸으로 김 대통령을 보호하는 비밀경호원이었다.[12][13]
- 육군 대령 예편

### 시민사회단체, 교육, 기업 활동
- (주)삼원토건 주식회사 입사
- 2006년 7월 (주)삼원토건 주식회사 대표이사 회장
- 화성시 민간기동순찰대 운영위원장
- 화성시 노인전문요양원 후원회 회장
- 뉴라이트 경기안보연합 상임대표
- 한나라당 경기도지구당 통일안보위원회 위원장
- 한북대학교 초빙교수
- 이명박 대통령 경선후보캠프 대외협력특보
- 남양중·고등학교 총동문회 부회장
- 협성대학교 객원교수
- 화성시3.1독립운동기념사업회 대표
- 아주대학교 초빙교수
- 법무법인 주원 고문
- 초당대학교 석좌교수
- 수원대학교 석좌교수
- 한국BBS중앙연맹 고문
- 한국지역난방공사 사장
- 한국집단에너지협회 회장
- 초당대학교 석좌교수
- 가천대학교 초빙교수

### 정치 활동
- 한나라당 화성시(갑) 당원협의회 운영위원장
- 2008년 5월~2012년 5월 제18대 한나라당 국회의원(경기 화성갑)
- 이명박 대통령 특사로 아프리카 파견(나미비아 대통령 취임 및 아프리카 3개국 에너지협력 외교)
- 한나라당 경기도지구당 특보단장
- 한나라당 제2정책조정위원회 부위원장
- 국회 국방위원회 위원
- 한나라당 아름다운 국토가꾸기 지원특별위원회 위원
- 한나라당 경기도당 아름다운 국토가꾸기 지원특별위원회 위원
- 한나라당 일자리 만들기 나누기 지키기 특별위원회 위원
- 국회 환경노동위원회 위원
- 국회 지식경제위원회 위원
- 국회 예산결산특별위원회 위원
- 한나라당 원내부대표
- 2010년 6월: 국회운영위원회 위원
- 2010년 한국과학기술단체총연합회 과학기술분야 국정감사 우수의원
- 새누리당 인권위원회 위원
- 한나라당 대표최고위원 특보
- 새누리당 경기도당 남부당협본부장
- 새누리당 경기도당 제19대 국회의원선거 경기도당 선거대책위원회 남부권 선거대책위원장
- 새누리당 중앙선거대책위원회 조직총괄본부 지역소통특별본부장
- 2017년 3월: 바른정당 경기도당 화성시갑 당협위원장
- 2017년 4월: 제19대 대통령선거 바른정당 유승민후보 선거대책위원회 특보단
- 2018년 2월~2018년 9월: 자유한국당 경기도당 화성시갑 당협위원장
- 2018년 10월: 자유한국당 경기도당 정책개발본부 안보대책위원장
- 2021년 10월~2021년 11월: 국민의힘 홍준표 제20대 대통령 선거 예비후보 jp희망캠프 인재영입위원장

## 가족
- 형제자매: 6남매
- 자녀: 1남 1녀

## 역대 선거 결과
| 실시년도 | 선거   | 대수 | 직책     | 선거구         | 정당     | 득표수   | 득표율          | 순위 | 당락 | 비고 |
| -------- | ------ | ---- | -------- | -------------- | -------- | -------- | --------------- | ---- | ---- | ---- |
| 2008년   | 총선   | 18대 | 국회의원 | 경기 화성시 갑 | 한나라당 | 25,808표 | \| \| 46.30% \| | 1위  |      | 초선 |
|          | 46.30% |      |          |                |          |          |                 |      |      |      |

## 저서 및 논문
- 논문 '한국, 북한, 일본의 핵정책 비교연구'(경남대학교 대학원, 2006년 8월)

## 상훈 경력
- 2001년 보국포장

## 같이 보기
- 한나라당
- 남북정상회담
- 강기정
- 이명박
- 김무성
- 박근혜
- 지만원
- 화성시 갑
- 화성시의 국회의원